# فيوليت مقار
فيوليت مقار أو ميريس فؤاد مقار (5 مارس 1934 - 25 فبراير 2011): هي من رواد الغناء الأوبرالي في مصر (ميتزوسوبرانو) وأستاذة الأصوات بمعهد كونسرفتوار القاهرة وكانت أول مصرية تلعب دور «أمينريس» في أوبرا عايدة، وهي من مؤسسي قسم الغناء بالكونسرفتوار وتتلمذ على يديها العديد من الفنانين.

## نشأتها
ولدت فيوليت من عائلة من الأقباط الكاثوليك بالقاهرة، وهي صعيدية الأصل من قرية الشناينة بمركز صدفا أسيوط، والدها المستشار فؤاد مقار، كما أنها شقيقة الصحفي الراحل حمدي فؤاد.
كانت بدايتها الفنية عندما كانت تغني وترتل بصوتها العذب فدرست في مدارس الراهبات فتعلمت الكاثوليكية. والد فيوليت هو المستشار فؤاد مقار وشقيقها هو الكاتب والصحفي حمدي فؤاد مقار.
التحقت بالتعليم الكاثوليكي بمدارس الراهبات حيت كانت ترتل في الكنيسة.

## حياتها
تزوجت فيوليت في سن صغيرة من أحد أعيان الأقباط صبري مرقص النجار بأسيوط، وتركت دراستها وأنجبت منه ابنتها نيفين وسرعان ما انتهى زواجها، وعادت لإكمال تعليمها ودخلت معهد الكونسرفاتوار في القاهرة وتفوقت فيه فكانت من أوائل طلبة المعهد وأشهرهم فكان من جيلها الفنان حسن كامي.
ثم تزوجت مرة أخرى من «صبحي حنا» المحامي، وأنجبت منه ابنها «شريف صبحي»، وعاشت مع زوجها حتى وفاتها في فبراير 2011م.

## سيرتها
عادت لإكمال تعليمها وتخرجت من معهد الكونسرفاتوار بالقاهرة، وكان من مطربي الرعيل الأول للأوبرا المصرية مع أميرة كامل، وحسن كامي، ورتيبة الحفني، وكارمن زكي، ونبيلة عريان، وجابر البلتاجي، وصبحى بدير، وغيرهم من مشاهير الأوبرا.
منحها الرئيس جمال عبد الناصر وسام في عيد العلم، وسافرت عدة بعثات للخارج لدراسة الفن الأوبرالي، وذهبت في بعثات طويلة لإيطاليا ويوغوسلافيا والإتحاد السوفيتي وغيرها، وحصلت على درجة الماجستير، ثم الدكتوراه.
عملت كأستاذة بالكونسرفاتوار، وأسست قسم الغناء والأصوات، وترأسته، وتخرج على يديها الكثير من المشاهير، وكانت تجيد الفرنسية والإيطالية والعربية، والكثير من اللغة الإنجليزية، وكانت سيدة مجتمع من الدرجة الأولى.
وتعتبر الدكتورة فيوليت مقار من رواد الغناء الأوبرالي في مصر، وكانت أول مصرية تلعب دور «أمييزس» في أوبرا عايدة، مع زميلتها الراحلة أميرة كامل، والتينور حسن كامي، والراحلة من طبقة «ميتروسبرانو»، كانت من مؤسسي قسم الغناء بالكونسرفتوار، وتتلمذ على يديها العديد من الفنانين منهم: صبحي بدير، والسبرانو ايمان مصطفي، وعبد الله سعد، وجيهان مرسي، وعندما فتحت الأوبرا الجديدة أبوابها عام 1988م سارعت بإنشاء ستوديو لتعليم الغناء من الموهوبين، وتتلمذ على يديها الكثير منهم: وليد كريم، وجيهان الناصر، وكانت من أنصار تقديم الأوبرات القصيرة، والتي يترجم منها الحوار ولكن بدون الأغاني، وقدمت بعضا منها «الامبرازريو» و«التليفون».

## وفاتها
أصيبت بكسر في ساقها، وتم إجراء عملية جراحية، ولكنها تُوفيت بعدها بسبب جلطة في الرئة، وكان ذلك في25 فبراير 2011م.